# 美聯集團
美聯集團有限公司（英語：Midland Holdings Limited），是香港一家在香港交易所上市的公司，其集團之主要業務為提供地產代理及相關服務，上市編號是港交所：1200。

## 歷史
1973年，美聯由現任的集團董事會主席黃建業於九龍美孚新邨創立，初時美聯的主要業務是經營美孚新邨及附近的物業租售。1979年成立培訓部，1982年工業及舖位部相繼成立，1987年業績被主要對手中原地產超越，1990年成為香港首間物業代理於分行裝置電腦，全線經紀掌握最新最快物業資料及價格。1992年成立中國部，專營中國大陸物業銷售租賃。公司於1995年6月8日在香港聯合交易所排牌上市，成為香港首間上市的物業代理，1997年分行突破270間。1999年1月《地產代理（發牌）規例》生效，美聯成立大學堂及推出試題教材應對。2000年4月收購香港置業，集團業績一度拋離中原地產。2004年在澳門連開5間分行拓展版圖，同年首次主辦美聯物業盃賽日。2007年，美聯工商舖於香港聯交所上市，成為香港首間上市工商舖物業代理。2009年6月正式推出美聯樓價走勢圖，用呎價反映樓市動向。

## 業務
除了主要業務 - 提供物業代理服務外，美聯提供包括移民顧問、按揭轉介、財富管理、物業估值服務、投標服務、地產代理從業員培訓以及相關書籍出版等。於2005年初，美聯購入於香港聯合交易所創業板上市的「EVI教育亞洲有限公司」EVI Education Asia Limited，上市編號是（8090）約51%股權，成為其大股東。於2007年中，EVI從母公司美聯購入在香港提供工商業物業（辦公室及商舖）代理服務的業務，變相為美聯分拆工商舖業務上市。EVI亦隨即更改名稱為美聯工商舖有限公司（Midland IC&I Limited）。2008年轉往主板上市，上市編號為459。2005年美聯獲選為亞洲貨幣雜誌Asiamoney2005年最佳管理公司（中型企業）殊榮；同年獲國際權威雜誌福布斯Forbes亞洲區本港最佳上市機構之一（以收入10億美元以下計算）。

### 管理層
集團管理層由主席黃建業、副主席黃靜怡及首席財務官施嘉明等人組成。當中，黃靜怡為會計學士（CPA）而施嘉明則為會計師公會之會員。

### 美勵變革
美聯集團早前連番出現人事變動，集團主席黃建業昨對指控作出反擊，表示集團營運上絕無問題，非家族式經營，透明度高無懼查數，更表示有信心帶領集團度過寒冬。他指，集團早前推「美勵變革」，目的是優化集團架構、控制開支，暫時本年在多個新盤銷售上，均取得理想成績

## 集團成員
- 美聯物業
- 香港置業
- 美聯澳門
- 美聯中國
- 美聯工商舖
- 美聯大學堂
- 美聯測量師行
- 美聯金融集團
- 美聯移民顧問
- 美聯升學

## 外部連結

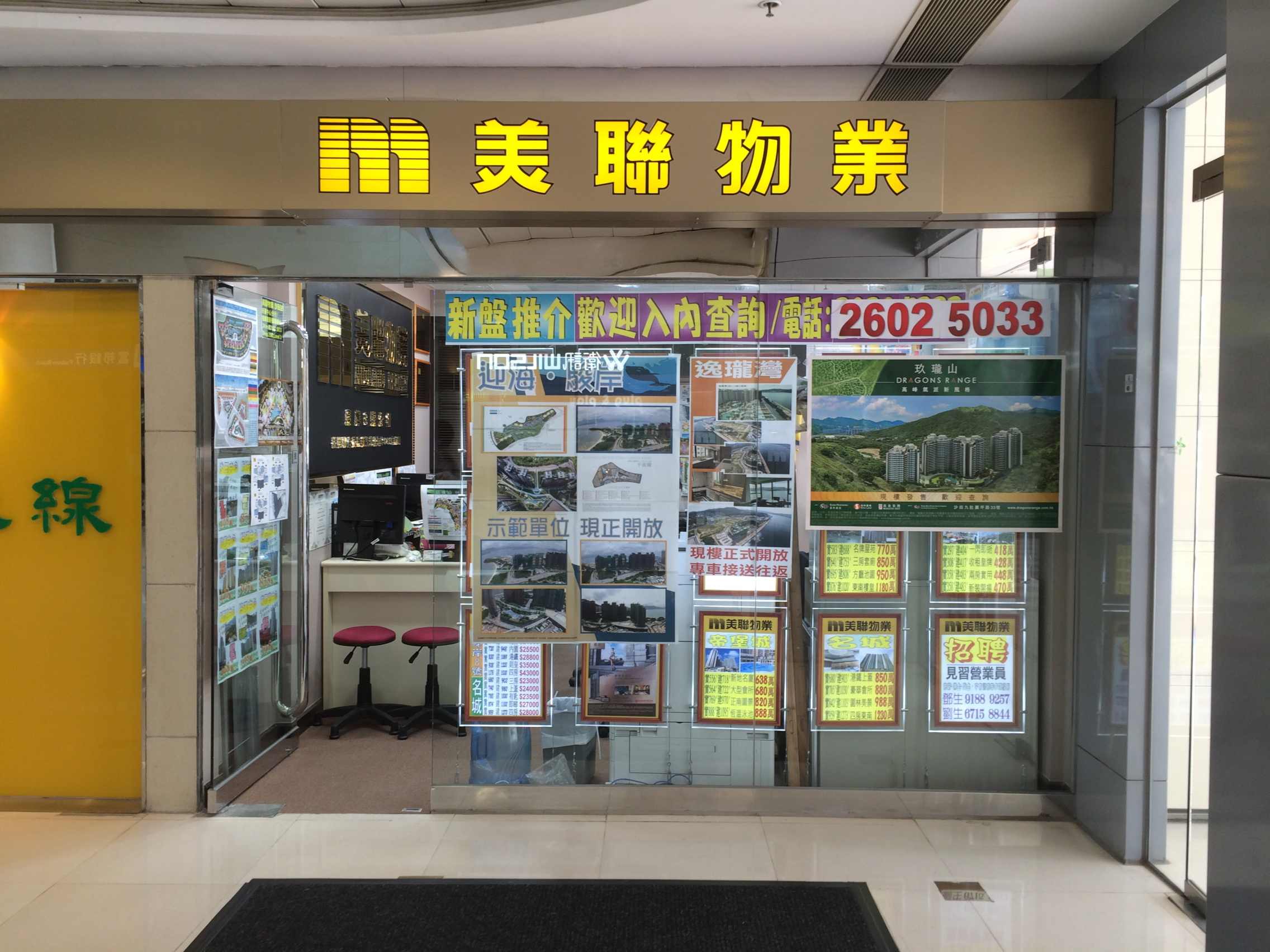
美聯物業於位於香港沙田中心的分行

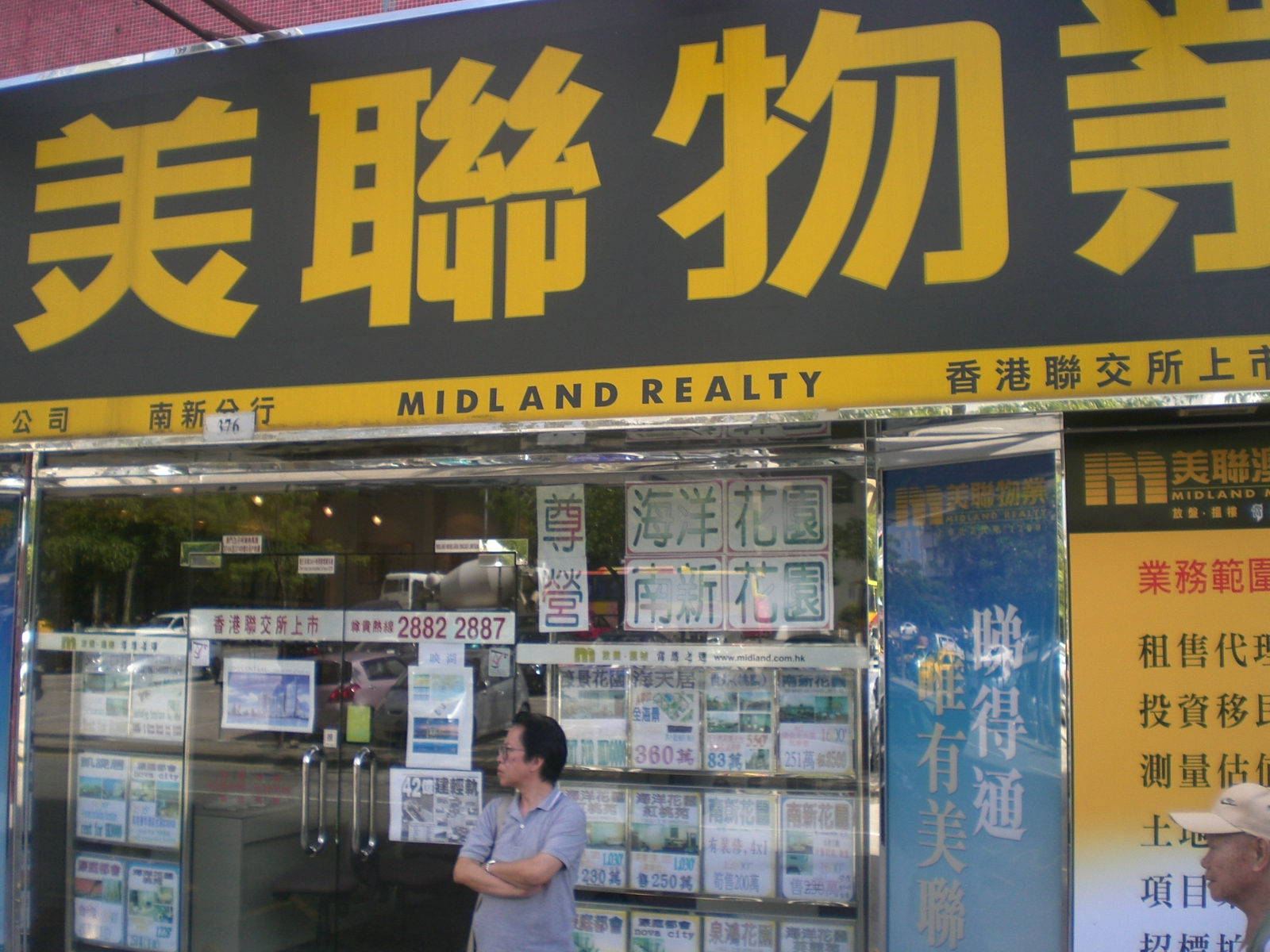
美聯物業在澳門氹仔的一間分店

- 美聯集團有限公司 Midland Holdings Limited 官方網址
- 美聯工商舖有限公司 Midland IC&I Ltd. 官方網址
- 香港置業（地產代理）有限公司 Hong Kong Property Services (Agency) Ltd. 官方網址
- 美聯集團有限公司 雅虎香港財經
- 美聯工商舖有限公司 雅虎香港財經[永久]
- 美聯中國 （页面存档备份，存于）
- 美聯澳門（页面存档备份，存于）
- 美聯樓價走勢 （页面存档备份，存于）
- 美聯集團有限公司的Facebook專頁
- YouTube上的美聯集團有限公司頻道
- 美聯集團有限公司的Instagram帳戶